# Platyla polita
Platyla polita е вид коремоного от семейство Aciculidae.

## Разпространение
Видът е разпространен в Австрия, Белгия, Босна и Херцеговина, България, Германия, Дания, Естония, Испания, Италия (Сицилия), Латвия, Литва, Лихтенщайн, Люксембург, Молдова, Нидерландия, Полша, Румъния, Русия (Калининград), Словакия, Словения, Украйна, Унгария, Франция, Хърватия, Чехия, Швейцария и Швеция.